# 225 км (зупинний пункт)
225 км — пасажирський залізничний зупинний пункт Дніпровської дирекції Придніпровської залізниці на електрифікованій лінії Нижньодніпровськ-Вузол — Синельникове II між станціями Іларіонове (8,8 км) та Синельникове II (11,6 км). Розташований у східній частині селища Добричі Синельниківського району Дніпропетровської області. Поруч пролягає автошлях територіального значення Т 0401.

## Пасажирське сполучення
На зупинному пункті 225 км зупиняються приміські електропоїзди до станцій Дніпро-Головний, Лозова, Межова,  Запоріжжя II, Синельникове I та Чаплине.